# Cliff Leeman
Cliff Leeman (bijnamen: "Mr. Time" en "The Sheriff") (10 september 1913 - 26 april 1986) was een Amerikaanse jazz-drummer.
Leeman speelde op dertienjarige leeftijd percussie in het Portland Symphony orkest, en toerde eind jaren twintig als xylofoonspeler in het vaudeville-circuit. Daarna speelde hij tot in de jaren veertig bij allerlei swing-bands: bij Artie Shaw (1938-1939), Glenn Miller (1939), Tommy Dorsey (1939), Charlie Barnet (1940-1943), Johnny Long, en Woody Herman (1943-1944). Na een korte tijd in het leger werkte hij bij Don Byas, John Kirby (1944-1945), Raymond Scott, Jimmy Dorsey en Ben Webster. In 1947 sloot hij zich aan bij het Casa Loma Orchestra van Glen Gray en in 1949 speelde hij bij Charlie Barnet en Bob Chesters bigband (1949-1950). In de jaren vijftig speelde hij op radio en televisie en trad hij vaak op in de club van Eddie Condon. Later werkte hij samen met onder meer Ralph Sutton, Billy Butterfield, Bob Crosby (1960), Wild Bill Davison (1962), Peanuts Hucko, Joe Venuti, Bud Freeman, the World's Greatest Jazz Band (1976-1977) en Jimmy McPartland. In de jaren zeventig nam hij enkele platen op voor Fat Cat Jazz.

## Discografie (selectie)
als leider:
- Cliff Leeman & His All Stars, Jazzology

als sideman:
- Bobby Hackett - Live at the Roosevelt Grill (opnames 1970), Chiaroscuro